# Quismondo
Quismondo – gmina w Hiszpanii, w prowincji Toledo, w Kastylii-La Mancha, o powierzchni 15,43 km². W 2011 roku gmina liczyła 1728 mieszkańców.